# Rodina Straussových

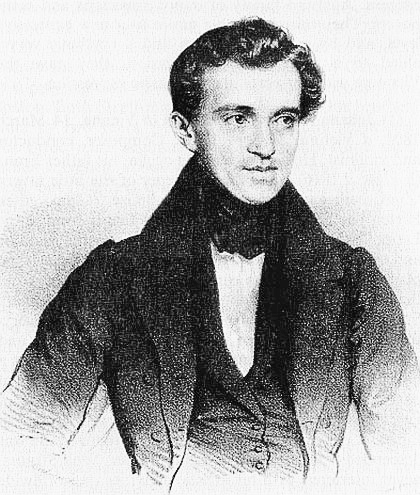
Johann Strauss starší

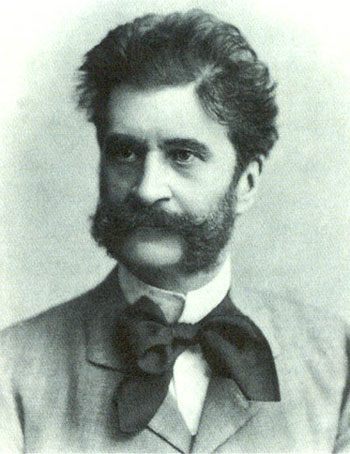
Johann Strauss mladší

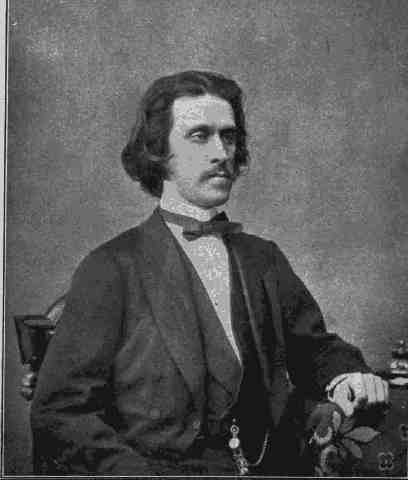
Josef Strauss

Rodina Straussových byla rodina, jejíž zástupci měli velikou zásluhu na rozvoji vážné hudby. Z jejích členů jsou nejčastěji zmiňováni:
- Johann Strauss starší (14. března 1804, Vídeň – 25. září 1849, Vídeň)
- Johann Straus mladší (25. října 1825, Vídeň – 3. června 1899, Vídeň)
- Josef Strauss (22. srpna 1827, Vídeň – 21. července 1870, Vídeň)

## Historie a význam
Je nevyhnutelné hovořit o nejrůznějších Straussech jako o rodině nejen proto, že jejich působení bylo úzce spojeno, ale všichni psali stylem nemálo podobným jeden druhému. Malý věkový rozdíl mezi Johannem starším a mladším, čítající jednadvacet let, rovněž znamená, že byli otec a syn bližšími spolupracovníky, než by se dalo předpokládat. Dominantní postavou byl Johann mladší jehož kariéra brzy zastínila kariéru svého otce. Josef, ač byl poměrně stejně nadaný, byl méně průbojný a nedokázal sklidit takový úspěch.
Rodina jako celek ovládala společenských dnů Vídně od dob vlády Metternicha, slavného rakouského státníka napoleonské éry, až do první světové války a jejich hudba vyjadřuje ducha města té doby. Rodina Straussových, jež byla stejně populární jako další skladatelé, včetně Chopina, Wagnera, Brahmse a Schönberga, ale bez jakýchkoliv politických podtextů, představovala obraz, který rakouskouherská říše vyžadovala.